# Ich glaube, lieber Herr, hilf meinem Unglauben
Ich Glaube, Lieber Herr, Hilf meinem Unglauben (je crois, cher Seigneur, viens au secours de mon incrédulité), (BWV 109), est une cantate religieuse de Johann Sebastian Bach composée à Leipzig en 1723.

## Histoire et livret
Bach écrivit la cantate durant sa première année à Leipzig pour le vingt et unième dimanche après la Trinité et la créa le 17 octobre 1723. Pour cette destination liturgique, trois autres cantates ont franchi le seuil de la postérité : les BWV 38, 98 et 188.
Les lectures prescrites pour ce dimanche étaient Éphésiens 6:10-17 et Jean 4:46-54, la guérison à distance du fils d'un fonctionnaire royal. Jean insiste sur la foi qui rend effective la guérison. La cantate débute par une citation de Marc 9:24 après la réponse de Jésus au demandeur de la guérison d'un enfant : "Pourquoi dire 'si tu peux...' ? Tout est possible à celui qui croit." La réponse du père de l'enfant est le titre de la cantate. 
Les mouvements suivants forment presque un dialogue entre la crainte et l'espoir ou la croyance et le doute, semblable à celui que Bach composera trois semaines plus tard pour O Ewigkeit, du Donnerwort (BWV 60) et à nouveau pour Pâques de 1724 pour Erfreut euch, ihr Herzen, (BWV 66). Le 2e mouvement est un dialogue, le 3e mouvement exprime la peur, les 4e et 5e mouvements se tournent vers l'espoir. Le choral final est le 7e verset de Durch Adams Fall ist ganz verderbt de Lazarus Spengler (1524).

## Structure et instrumentation
La cantate est écrite pour alto et ténor solistes, un chœur à quatre voix, un cor de chasse, deux hautbois, deux violons, alto et basse continue. Le cor de chasse est probablement le même instrument que la trompette utilisée la semaine auparavant dans l'exécution à Leipzig de la cantate Ach! ich sehe, itzt, da ich zur Hochzeit gehe (BWV 162) , écrite à Weimar. Sa partie n'est pas dans la partition. Dans le chœur d'ouverture elle joue la plupart du temps colla parte avec le premier violon et dans le 6e mouvement en tant que cantus firmus avec la soprano.
Il y a six mouvements :
1. chœur : Ich glaube, lieber Herr, hilf meinem Unglauben
2. récitatif (ténor) : Des Herren Hand ist ja noch nicht verkürzt
3. aria (ténor, cordes) : Wie zweifelhaftig ist mein Hoffen
4. récitatif (alto) : O fasse dich, du zweifelhafter Mut
5. aria (alto, hautbois) : Der Heiland kennet ja die Seinen
6. choral : Wer hofft in Gott und dem vertraut

## Musique
Le chœur d'ouverture montre de nombreux éléments d'un concerto grosso. Dans la ritournelle instrumentale le 1er hautbois et le 1er violon forment le concertino. Les parties vocales apparaissent seulement en duo ou en harmonie à quatre voix, la foi s'exprimant en un thème ascendant dérivé du thème de la ritournelle, l'incrédulité s'exprimant par une ligne descendante.
Le dialogue intérieur du 2e mouvement (récitatif) est marqué forte et piano plutôt que d'attribuer les paroles à deux chanteurs différents. Comme l'écrit John Eliot Gardiner, « Bach renforce la dichotomie entre la foi et le doute en lui assignant deux voix opposées chantées par le même chanteur, l'une marquée forte, l'autre piano, alternant phrase par phrase, ce qui est sûrement unique dans les récitatifs de Bach ». La dernière question « Ach Herr, wie lange? » (Ah, Seigneur, combien de temps?) est amplifiée en arioso adagio. Dans l'aria suivante c'est la peur qui est exprimée. Ce dialogue aux lignes déchirées et au rythme ponctué continu a été comparé à l'aria pour ténor « Ach, mein Sinn » de la Passion selon saint Jean.
Le choral final n'est pas une construction en quatre parties mais une fantaisie chorale complexe avec une partie orchestrale indépendante à laquelle est intégrée la partie chorale. Les lignes de la mélodie chorale « Durch Adams Fall ist ganz verderbt », entrecoupées d'intermèdes, sont chantées en longue notes par la soprano (avec le Cor de chasse) sur une assise de mouvement plus rapide dans les voix basses. Ce mouvement est la première fantaisie chorale écrite dans une cantate de Bach à Leipzig et sera suivi de nombreux mouvements comparables d'ouverture de cantates du deuxième cycle annuel.

## Source
- (en) Cet article est partiellement ou en totalité issu de l’article de Wikipédia en anglais intitulé « Ich glaube, lieber Herr, hilf meinem Unglauben, BWV 109 » (voir la liste des auteurs).